# Lisunov Li-2
Lisunov Li-2, originalna oznaka PS-84 (NATO oznaka "Cab") je licenčno grajena verzija ameriškega Douglas DC-3. Sprva so ga proizvajali v tovarni Khimki, po evakuaciji leta 1941 pa v Taškentu. Projekt je vodil Boris Pavlovič Lisunov.
Sovjetska zveza je dobila prvi DC-2 leta 1935. Kasneje so za Aeroflot kupili 21 DC-3. 15. julija 1936 so dobili dovoljenje za licenčno proizvodnjo DC-3 kot Li-2. Sovjeti so pri izdelavi uvedli nekaj svojih sprememb. Največja sprememba je bil namestivev sovjetskega motorja Švetsov AŠ-62, ki je bl razvit iz Wright R-1820. Druge spremembe so bile povezane z ekstremno nizkimi temperaturami v Rusiji. Na Li-2 so namestili tudi sanke (smučke) za pristajanje na snegu. Spremenili so tudi imperialne enote v metrske.
Zgradili naj bi vsaj 4937 letal, po drugih virih 6157.

## Tehnične specifikacije (Li-2)
Splošne karakteristike
- Posadka: 5-6
- Število sedežev: 24 potnikov
- Dolžina: 19,65 m (64 ft 5 in)
- Razpon kril: 28,81 m (94 ft 6 in)
- Višina: 5,15 m (16 ft 11 in)
- Teža praznega letala: 7750 kg (17485 lb)
- Naložena teža: 10700 kg (23589 lb)
- Maks. vzletna teža: 11280 kg (24867 lb)
- Pogon letala: 2 ×  4-kraki VISh-21 Švecov AŠ-62IR, 746 kW (1000 KM)  vsak

 Zmogljivost 
- Maks. hitrost: 300 km/h (186 mph)
- Potovalna hitrost: 245 km/h (152 mph)
- Doseg: 1100-2500 km (685-1550 mi)

Oborožitev

- 3× 7,62 mm (.30 in) ŠKAS strojnice
- 1× 12,7 mm (.50 in) Berezin UB strojnica
- 1000 kg bomb
- največ 2000 kg (4409 lb) bomb (za kratke lete)